# Remy Eyssen
Remy Eyssen (* 1955 in Frankfurt am Main) ist ein deutscher Autor.

## Leben
Remy Eyssen war zunächst als Redakteur bei der Münchner Abendzeitung tätig. Danach arbeitete er als freier Autor für verschiedene Magazine und Zeitungen. Seit Anfang der neunziger Jahre verfasste er Drehbücher, hauptsächlich im Genre Krimi und Thriller, z. B. für die Serien Ein Fall für zwei, Der Ermittler, Die Kommissarin und Die Rosenheim-Cops. 2015 erschien der erste seiner Kriminalromane um den Rechtsmediziner Leon Ritter, die in der Provence spielen.

## Kriminalromane
- Tödlicher Lavendel. Ullstein, Berlin 2015, ISBN 978-3-548-28699-0.
- Schwarzer Lavendel. Ullstein, Berlin 2016, ISBN 978-3-548-28701-0.
- Gefährlicher Lavendel. Ullstein, Berlin 2017, ISBN 978-3-548-28906-9.
- Das Grab unter Zedern. Ullstein, Berlin 2018, ISBN 978-3-548-28907-6.
- Mörderisches Lavandou. Ullstein, Berlin 2019, ISBN 978-3-548-29126-0.
- Dunkles Lavandou. Ullstein, Berlin 2020, ISBN 978-3-843-72242-1.
- Verhängnisvolles Lavandou. Ullstein, Berlin 2021, ISBN 978-3-548-06418-5.
- Stürmisches Lavandou. Ullstein, Berlin 2022, ISBN 978-3-86493-203-8.
- Trügerisches Lavandou. Ullstein, Berlin 2023, ISBN 978-3-86493-237-3.
- Verräterisches Lavandou. Ullstein, Berlin 2024, ISBN 978-3-86493-238-0.

## Drehbücher (Auswahl)
- 2021: Nächste Ausfahrt Glück – Beste Freundinnen
- 2022: Der Barcelona-Krimi: Der längste Tag (Fernsehreihe)
- 2023: Nächste Ausfahrt Glück – Familienbesuch